# Guillaume Bottazzi
Guillaume Bottazzi (Lyon, 25 de julho de 1971) es um pintor de França.
Dedicado à arte desde os 17 anos, viveu na Itália, na França, na Bélgica, no Japão e nos Estados Unidos. Desde 1992, trabalha em sites específicos.
Tem mais de 40 grandes obras.

## Galeria

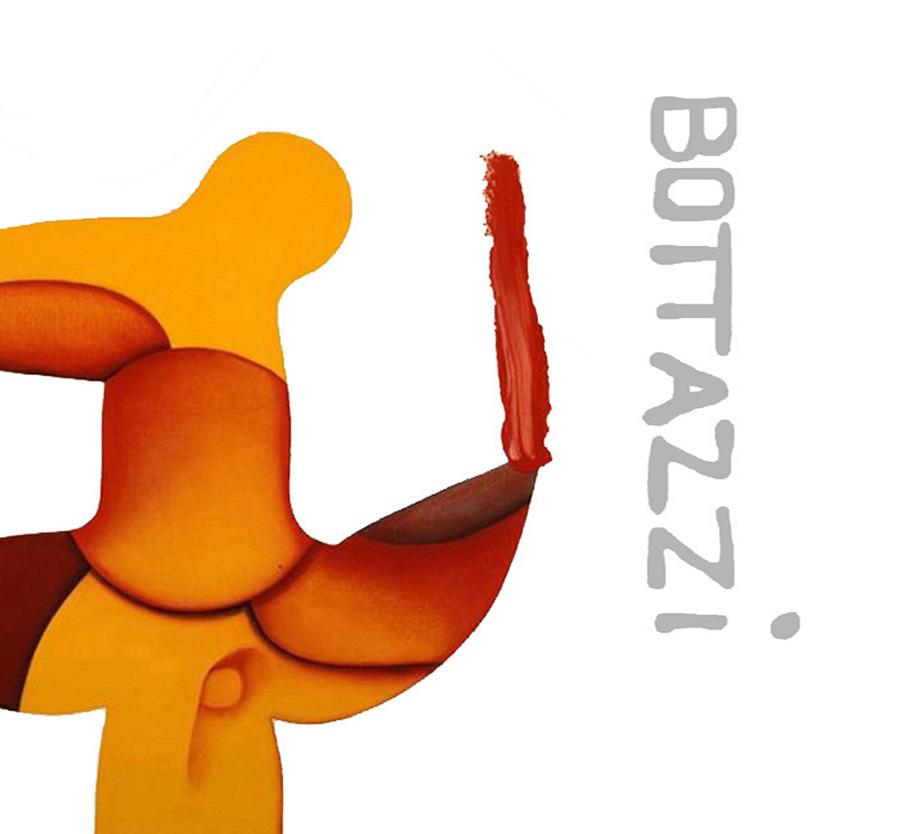
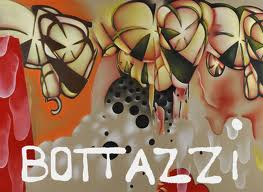
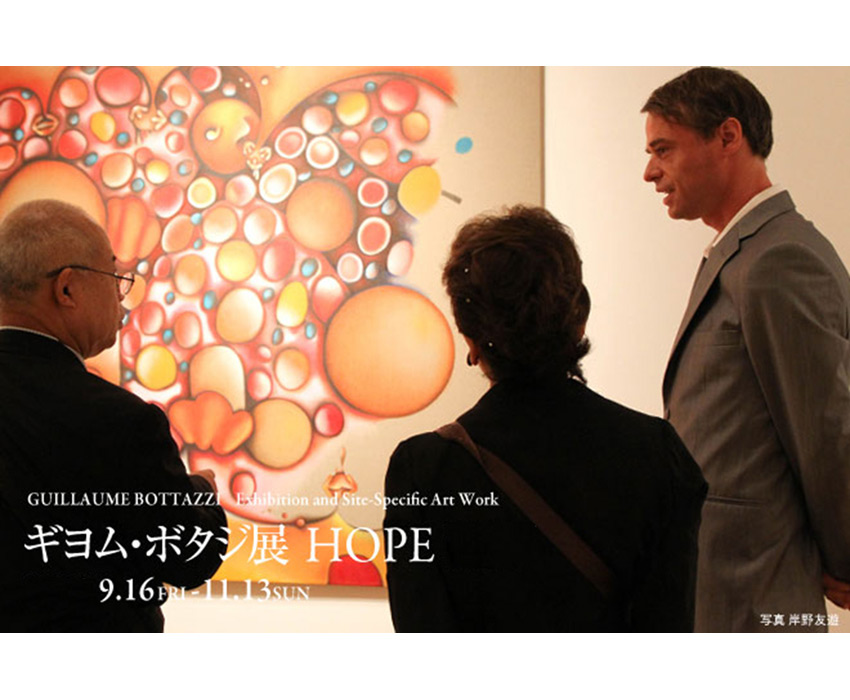
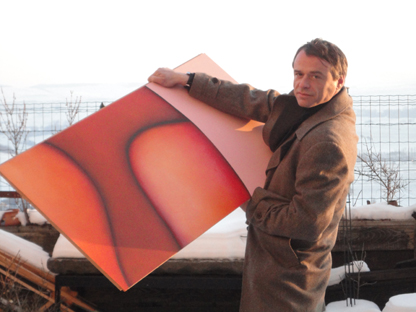